# Сан-Жулія (футбольний клуб)
Футбольний клуб «Сан-Жулія» (кат. Unió Esportiva Sant Julià) — андоррський футбольний клуб із села Ашоваль (комуна Сант-Жулія-де-Лорія), заснований 1982 року. Виступає у першому дивізіоні Андорри.

## Досягнення
Чемпіонат Андорри:
- Чемпіон (2): 2005, 2009

Кубок Андорри:
- Володар кубка (6): 2008, 2010, 2011, 2014, 2015, 2021

Суперкубок Андорри:
- Володар кубка (6): 2004, 2009, 2010, 2011, 2014, 2018

## Виступи в єврокубках
| Сезон   | Змагання        | Раунд | Клуб           | Вдома | На виїзді | В сукупності |
| ------- | --------------- | ----- | -------------- | ----- | --------- | ------------ |
| 2001    | Кубок Інтертото | 1Р    | Лозанна        | 1–3   | 0–6       | 1–9          |
| 2002    | Кубок Інтертото | 1Р    | Колрейн        | 2–2   | 0–5       | 2–7          |
| 2004    | Кубок Інтертото | 1Р    | Смередево      | 0–8   | 0–3       | 0–11         |
| 2005–06 | Кубок УЄФА      | 1КР   | Рапід Бухарест | 0–5   | 0–5       | 0–10         |
| 2006    | Кубок Інтертото | 1Р    | Марибор        | 0–3   | 0–5       | 0–8          |
| 2007    | Кубок Інтертото | 1Р    | Славія Сараєво | 2–3   | 2–3       | 4–6          |
| 2008–09 | Кубок УЄФА      | 1КР   | Черно море     | 0–5   | 0–4       | 0–9          |
| 2009–10 | Ліга чемпіонів  | 1КР   | Тре Фйорі      | 1–1   | 1–1       | 2–2 (5–4 п)  |
| 2009–10 | Ліга чемпіонів  | 2КР   | Левські        | 0–5   | 0–4       | 0–9          |
| 2010–11 | Ліга Європи     | 2КР   | МюПа           | 0–3   | 0–5       | 0–8          |
| 2011–12 | Ліга Європи     | 2КР   | Бней-Єгуда     | 0–2   | 0–2       | 0–4          |
| 2014–15 | Ліга Європи     | 1КР   | Чукарички      | 0–0   | 0–4       | 0–4          |
| 2015–16 | Ліга Європи     | 1КР   | Раннерс        | 0–1   | 0–3       | 0–4          |
| 2017–18 | Ліга Європи     | 1КР   | Скендербеу     | 0–5   | 0–1       | 0–6          |
| 2018–19 | Ліга Європи     | ПР    | Гзіра Юнайтед  | 0−2   | 1−2       | 1–4          |
| 2019–20 | Ліга Європи     | ПР    | Юероп          | 3−2   | 0−4       | 3–6          |

Примітки
- ПР: Попередній раунд
- 1Р: Перший раунд
- 1КР: Перший кваліфікаційний раунд
- 2КР: Другий кваліфікаційний раунд